# Флетчер, Энн
Энн Флетчер (родилась 1 мая 1966 года) — американский кинорежиссёр, актриса и хореограф.

## Биография
В начале своей карьеры в кино Энн появилась в качестве хореографа в фильмах «Флинстоуны» (1994), «Маска» (1994) и «Девушка–танк» (1995). Её первой режиссёрской работой стал фильм «Шаг вперёд».
В феврале 2010 года стало известно, что Walt Disney Pictures назначил её режиссёром фильма «Зачарованная 2». В октябре 2016 года она была заменена Адамом Шенкманом.
В 2022 году Энн Флетчер сняла «Фокус-покус 2», продолжение фильма 1993 года «Фокус-покус».

## Фильмография

### Актриса
- 1997 — Крик 2 / Scream 2 — танцовщица
- 2002 — Спеши любить / A Walk to Remember — танцовщица в школьной пьесе

### Режиссёр
- 2006 — Шаг вперёд
- 2009 — 27 свадеб
- 2009 — Предложение
- 2012 — Проклятие моей матери
- 2015 — Красотки в бегах
- 2018 — Пышка[англ.]
- 2022 — Фокус-покус 2